# Застеночное
Застеночное (укр. Застіноче) — село в Теребовлянской городской общине Тернопольского района Тернопольской области Украины.
До 2020 года входило в Теребовлянский район.
Население по переписи 2001 года составляло 489 человек. Занимает площадь 1,273 км². Почтовый индекс — 48175. Телефонный код — 3551.